# Kalleberg
De Kalleberg is een heuvel in Zuid-Limburg tussen Libeek en Sint Geertruid.
De weg over de heuvel is een bekende weg bij het wielrennen. Hij stijgt van 109 naar 135 m en loopt vanaf het Libeek over de Libekerstraat, omhoog naar Sint Geertruid. De weg is ongeveer 600 m lang en heeft op het steilste gedeelte een helling van 5,9%. De helling is een van de officiële hellingen in de wielerklassieker Amstel Gold Race.